# La vivienda primero
La vivienda primero (en inglés Housing First) es una metodología de intervención social con personas sin hogar alternativa al sistema de intervención tradicional basado en vivienda de emergencia y el modelo de intervención en escalera o progresivo.
En el modelo de intervención en escalera, las personas sin hogar acceden a diferentes "escalones" de vivienda en el que cada escalón aproxima a las personas sin hogar a una "vivienda independiente" (por ejemplo: de la calle a un albergue, del albergue a un programa de vivienda de transición y de la vivienda de transición a una vivienda independiente). El modelo de intervención La vivienda primero ofrece a la persona sin hogar un hogar individual desde la calle, sin tener que pasar por alojamientos temporales previamente. El modelo nació en Nueva York de la mano del psiquiatra y psicólogo Sam Tsemberis.

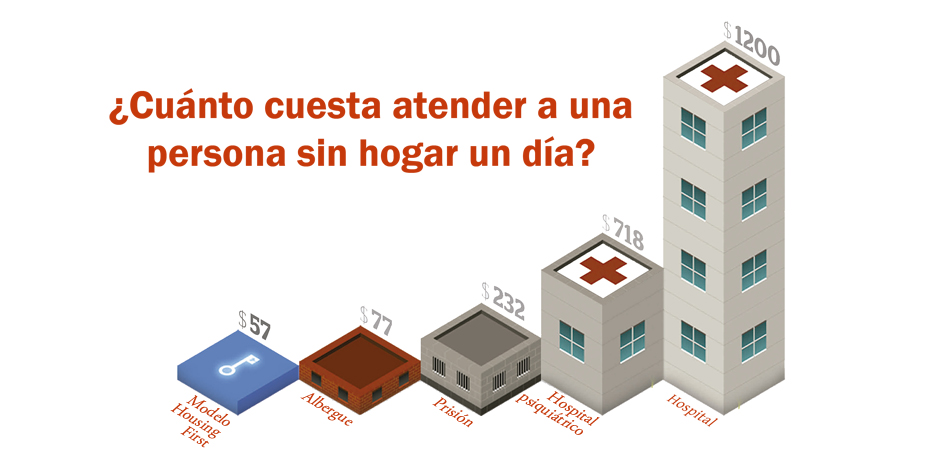
La gráfica nos muestra un reflejo de los beneficios que comporta aplicar el modelo de "La vivienda primero"

La metodología La vivienda primero es especialmente adecuada para intervenir con personas sin hogar con enfermedades mentales graves, adicciones y/o discapacidad. Ha ganado apoyo como alternativa a la forma tradicional de intervención, dado que los primeros presentan tasas significativamente más bajas de consumo y abuso de sustancias y son significativamente menos propensos a abandonar su programa, ya que en los países donde se ha aplicado el 85% de las personas no vuelve a la calle. El impacto positivo de los programas de La vivienda primero contrasta con las dificultades para retener a los pacientes a los que se les da primero el tratamiento para su enfermedad y evita el incremento del uso de sustancias y la posible recaída.
Una revisión sistemática de 43 estudios, realizados la mayoría en Estados Unidos, y el resto en el Reino Unido, Australia, Canadá y Dinamarca, determinó que una variedad de programas de vivienda e intervenciones de manejo de casos parecen reducir la falta de hogar y mejorar la estabilidad de la vivienda, en comparación con los servicios habituales. Entre estas intervenciones están: vales de vivienda, Housing First (“La Vivienda Primero”), tratamientos residenciales, entre otras. Todas ellas parecieran tener efectos beneficiosos similares, por lo que no está claro cuál es las más efectiva. Igualmente, se requiere evidencia de mejor calidad.

## Primeros pasos
Los estudios han demostrado ser prometedores en la ayuda a las personas a mantener su vivienda, aunque durante los primeros años resultaban insuficientes para demostrar el éxito del programa, porque a pesar de que no aumenta, tampoco disminuyen ni el consumo de sustancias ni los síntomas de la enfermedad, de forma que hacen falta intervenciones más eficaces para el tratamiento del abuso de sustancias y salud mental. Se recomienda trabajar en tres niveles: La vivienda primero para las familias e individuos que simplemente necesitan una vivienda, pero la vivienda como segunda opción para la gente más necesitada de formación y asistencia para encontrar trabajo, y la vivienda como tercera opción para las personas y familias con problemas de hogar y trabajo, y otros retos complicados, incluyendo el abuso de sustancias, la pobreza generacional, y las dolencias mentales o físicas. Dado que las viviendas se implantan en zonas de clase mediana, alejadas de las zonas de pobreza, los ciudadanos tienden a no querer estas instalaciones cerca de sus propiedades y rechazan la construcción de vivienda barata a sus barrios.

## Caso de España
Actualmente, el modelo de intervención con personas sin hogar que sigue el Estado español está formado por escalones que la persona tiene que ir superando hasta conseguir una vivienda: de la calle se pasa a un albergue, del albergue a un alojamiento temporal y después la vivienda permanente. Un proceso largo y difícil de superar para todas las personas, que en cualquier momento, puede volver a la calle. Este modelo de intervención tradicional con personas sin hogar es especialmente difícil de superar para aquellas personas que tienen adicciones, enfermedades graves y/o discapacidades físicas o intelectuales.
En general, el modelo de «la vivienda primero » se dirige a personas que desde hace mucho tiempo viven en la calle y especialmente a aquellas en situación cronificada que pueden o no tener dolencia mental o problemas de adicción. Este proceso requiere que la persona en cuestión acepte unas condiciones básicas que serán aceptar una visita semanal del equipo profesional, no causar problemas entre los vecinos y que destine el 30% de sus ingresos a la organización que lo esté ayudando para ayudar a sufragar los gastos del piso. Cuando hace falta, un equipo formado, trabajadores y educadores sociales, personal sanitario y sobre todo personas que también han vivido en la calle provee apoyo a la persona en cuestiones médicas, sociales, prácticas...
El programa no implica centrarse solo en la vivienda, ni vivir en pisos compartidos (si no es decisión de la persona) ni tener que cambiar de vivienda a menudo por cuestiones logísticas. En el caso de personas con adicciones, no se las obliga a dejar de beber o consumir. Primero el techo, después se trabajarán estas cuestiones.